# Trest smrti v Nepálu
Trest smrti v Nepálu byl zrušen. Za zločiny podle obecného práva byl trest smrti zrušen v roce 1946. V roce 1985 byl obnoven za vraždu a terorismus. Úplně byl trest smrti zrušen dodatkem ústavy, který vstoupil v platnost dne 9. listopadu 1991. Článek 12 Ústavy Nepálského království z roku 1990 uváděl, že nebude přijat žádný zákon, který stanoví trest smrti. Poslední poprava v Nepálu se konala roku 1979.

## Zrušení trestu smrti
Podle studie Cornell Law School bylo jedním z klíčových faktorů vedoucích ke zrušení trest smrti jeho 15 let sledované experimentální zrušení, které zahrnovalo moratorium na popravy za trestné činy obecného práva, během něhož zůstávala míra kriminality stabilní, uklidnilo to tak veřejnost a připravilo půdu pro jeho úplné zrušení v roce 1946. Studie také poznamenává, že přechod k mnohostranné konstituční monarchii v roce 1990 „poskytl příhodný kontext pro jeho zrušení“, které je považováno za součást širokého programu reformy lidských práv zaměřené na rozchod s minulostí.